# Villata
Villata je italská obec v provincii Vercelli v oblasti Piemont.
K 31. prosinci 2011 zde žilo 1 618 obyvatel.

## Sousední obce
Borgo Vercelli, Caresanablot, Casalvolone (NO), Oldenico, San Nazzaro Sesia (NO), Vercelli